# Марич, Энвер
Э́нвер Ма́рич (сербохорв. Enver Marić / Енвер Марић; 23 апреля 1948, Мостар, ФНРЮ) — югославский футболист, вратарь, югославский и боснийский футбольный тренер.

## Карьера

### Клубная
Энвер Марич пришёл в «Вележ» из своего родного города Мостара, в 1959 году, его дебют в основном составе состоялся в сезоне 1967/68, в матче с «Црвеной Звездой» прошедшем в Белграде и завершившимся поражением «Вележа» со счётом 0:4. В составе «Вележа» Марич провёл в общей сложности 16 сезонов, став за это время бронзовым призёром чемпионата Югославии 1969/70, серебряным призёром чемпионатов 1972/73 и 1973/74, а также обладателем Кубка Югославии 1981 года, причём победу в Кубке Марич добыл уже как капитан команды. Также за свои выступления в составе «Вележа» Марич удостоился звания Футболиста года в Югославии в 1973 году. Всего же за основной состав «Вележа» Марич сыграл свыше 600 матчей из них 439 в первой лиге Югославии. Вместе с двумя другими лидерами «Вележа» 70-х годов получил прозивще «БМВ» (Баевич, Марич, Владич).
В середине 1976 года Марич уехал в ФРГ, где на протяжении 2 сезонов защищал ворота «Шальке 04». Первый сезон в ФРГ получился для Марича и его нового клуба сверхудачным, «Шальке 04» занял второе место, а сам Марич являлся основным голкипером клуба сыграв 31 матч в чемпионате, в которых пропустил 46 голов. Второй сезон получился уже не таким успешным как и для «Шальке», который занял всего лишь девятое место, так и для самого Марича, который провёл только 16 матчей в чемпионате, пропустив в них 27 голов. Всего в составе «Шальке» Марич сыграл в 60 матчах, из них 47 в чемпионате ФРГ, 8 в Кубке ФРГ и 5 в Кубке УЕФА, пропустив в них 88 голов, при этом отстояв 12 матчей «на ноль».
| Клуб      | Сезон   | Чемпионат ФРГ | Чемпионат ФРГ | Кубок ФРГ | Кубок ФРГ | Кубок УЕФА | Кубок УЕФА | Итого | Итого |
| Клуб      | Сезон   | Игры          | Голы          | Игры      | Голы      | Игры       | Голы       | Игры  | Голы  |
| --------- | ------- | ------------- | ------------- | --------- | --------- | ---------- | ---------- | ----- | ----- |
| Шальке 04 | 1976/77 | 31            | -46           | 5         | -8        | 5          | -4         | 41    | -58   |
| Шальке 04 | 1977/78 | 16            | -27           | 3         | -3        | 0          | 0          | 19    | -30   |
| Шальке 04 | Итого   | 47            | -73           | 8         | -11       | 5          | -4         | 60    | -88   |

### В сборной
В сборной Югославии Энвер Марич дебютировал 30 апреля 1972 года в отборочном матче чемпионата Европы 1972 года со сборной СССР, завершившимся со счётом 0:0. В составе сборной Марич принял участие в чемпионате мира 1974 года и чемпионате Европы 1976 года. Свой последний матч за сборную Марич сыграл в отборочном турнире чемпионата Европы 1976 года против сборной Уэльса 22 мая 1976 года, тот матч завершился ничьей со счётом 1:1, что позволило сборной Югославии выйти в финальный турнир. Всего же за сборную Марич сыграл 32 официальных матча в которых пропустил 36 голов. Так же Марич сыграл 7 матчей за молодёжную сборную Югославии.
| №  | Дата             | Соперник     | Счёт | Пропущенные голы | Турнир                    |
| 1  | 30 апреля 1972   | СССР         | 0:0  | -                | Отборочный матч к ЧЕ 1972 |
| 2  | 13 мая 1972      | СССР         | 0:3  | 3                | Отборочный матч к ЧЕ 1972 |
| 3  | 14 июня 1972     | Венесуэла    | 10:0 | -                | Товарищеский матч         |
| 4  | 18 июня 1972     | Боливия      | 1:1  | 1                | Товарищеский матч         |
| 5  | 22 июня 1972     | Парагвай     | 2:1  | 1                | Товарищеский матч         |
| 6  | 25 июня 1972     | Перу         | 2:1  | 1                | Товарищеский матч         |
| 7  | 2 июля 1972      | Бразилия     | 0:3  | 3                | Товарищеский матч         |
| 8  | 6 июля 1972      | Чехословакия | 2:1  | 1                | Товарищеский матч         |
| 9  | 9 июля 1972      | Аргентина    | 4:2  | 2                | Товарищеский матч         |
| 10 | 20 сентября 1972 | Италии       | 1:3  | 3                | Товарищеский матч         |
| 11 | 11 октября 1972  | Англия       | 1:1  | 1                | Товарищеский матч         |
| 12 | 19 октября 1972  | Испания      | 2:2  | 2                | Отборочный матч к ЧМ 1974 |
| 13 | 19 ноября 1972   | Греция       | 1:0  | -                | Отборочный матч к ЧМ 1974 |
| 14 | 4 февраля 1973   | Туниса       | 5:0  | -                | Товарищеский матч         |
| 15 | 9 мая 1973       | ФРГ          | 1:0  | -                | Товарищеский матч         |
| 16 | 13 мая 1973      | Польша       | 2:2  | 1                | Товарищеский матч         |
| 17 | 26 сентября 1973 | Венгрия      | 1:1  | 1                | Товарищеский матч         |
| 18 | 21 октября 1973  | Испания      | 0:0  | -                | Отборочный матч к ЧМ 1974 |
| 19 | 19 декабря 1973  | Греция       | 4:2  | 2                | Отборочный матч к ЧМ 1974 |
| 20 | 13 февраля 1974  | Испания      | 1:0  | -                | Отборочный матч к ЧМ 1974 |
| 21 | 22 марта 1980    | СССР         | 0:1  | 1                | Товарищеский матч         |
| 22 | 29 мая 1974      | Венгрия      | 2:3  | 3                | Товарищеский матч         |
| 23 | 5 июня 1974      | Англия       | 2:2  | 2                | Товарищеский матч         |
| 24 | 13 июня 1974     | Бразилия     | 0:0  | -                | Чемпионат мира 1974       |
| 25 | 18 июня 1974     | Заир         | 9:0  | -                | Чемпионат мира 1974       |
| 26 | 22 июня 1974     | Шотландии    | 1:1  | 1                | Чемпионат мира 1974       |
| 27 | 26 июня 1974     | ФРГ          | 0:2  | 2                | Чемпионат мира 1974       |
| 28 | 30 июня 1974     | Польша       | 1:2  | 2                | Чемпионат мира 1974       |
| 29 | 3 июля 1974      | Швеция       | 1:2  | 2                | Чемпионат мира 1974       |
| 30 | 18 февраля 1976  | Тунис        | 1:2  | -                | Товарищеский матч         |
| 31 | 24 февраля 1976  | Алжир        | 2:1  | -                | Товарищеский матч         |
| 32 | 22 мая 1976      | Уэльс        | 1:1  | 1                | Отборочный матч к ЧЕ 1976 |

Итого: 32 матча / 36 пропущенных голов; 12 побед, 11 ничьих, 9 поражений.

### Тренерская
После завершения карьеры игрока, в 1987 году Энвер Марич вернулся в свой родной «Вележ» и до 1990 года являлся тренером вратарей клуба. С 1993 по 1998 год Марич был тренером вратарей «Фортуны» из Дюссельдорфа, причём два последних месяца своей работы провёл как главный тренер клуба. В 2003 году Марич был назначен тренером вратарей берлинской «Герты», на этом посту Марич проработал до середины 2010 года.

## Достижения

### Командные
«Вележ»
- Серебряный призёр чемпионата Югославии (2): 1973, 1974
- Бронзовый призёр чемпионата Югославии: 1970
- Обладатель Кубка Югославии: 1981

 «Шальке 04»
- Серебряный призёр чемпионата ФРГ: 1977

### Личные
- Футболист года в Югославии: 1973

## Личная жизнь
7 октября 2010 года Энвер Марич перенёс инсульт.